# Mauro Olivi (calciatore)
Mauro Andrés Olivi (Jacinto Aráuz, 18 marzo 1983) è un ex calciatore argentino, di ruolo attaccante.